# Hadlow Down
Hadlow Down – wieś w Anglii, w hrabstwie East Sussex, w dystrykcie Wealden. Leży 61 km na południe od Londynu. W 2007 miejscowość liczyła 715 mieszkańców.